# Juliette Récamier

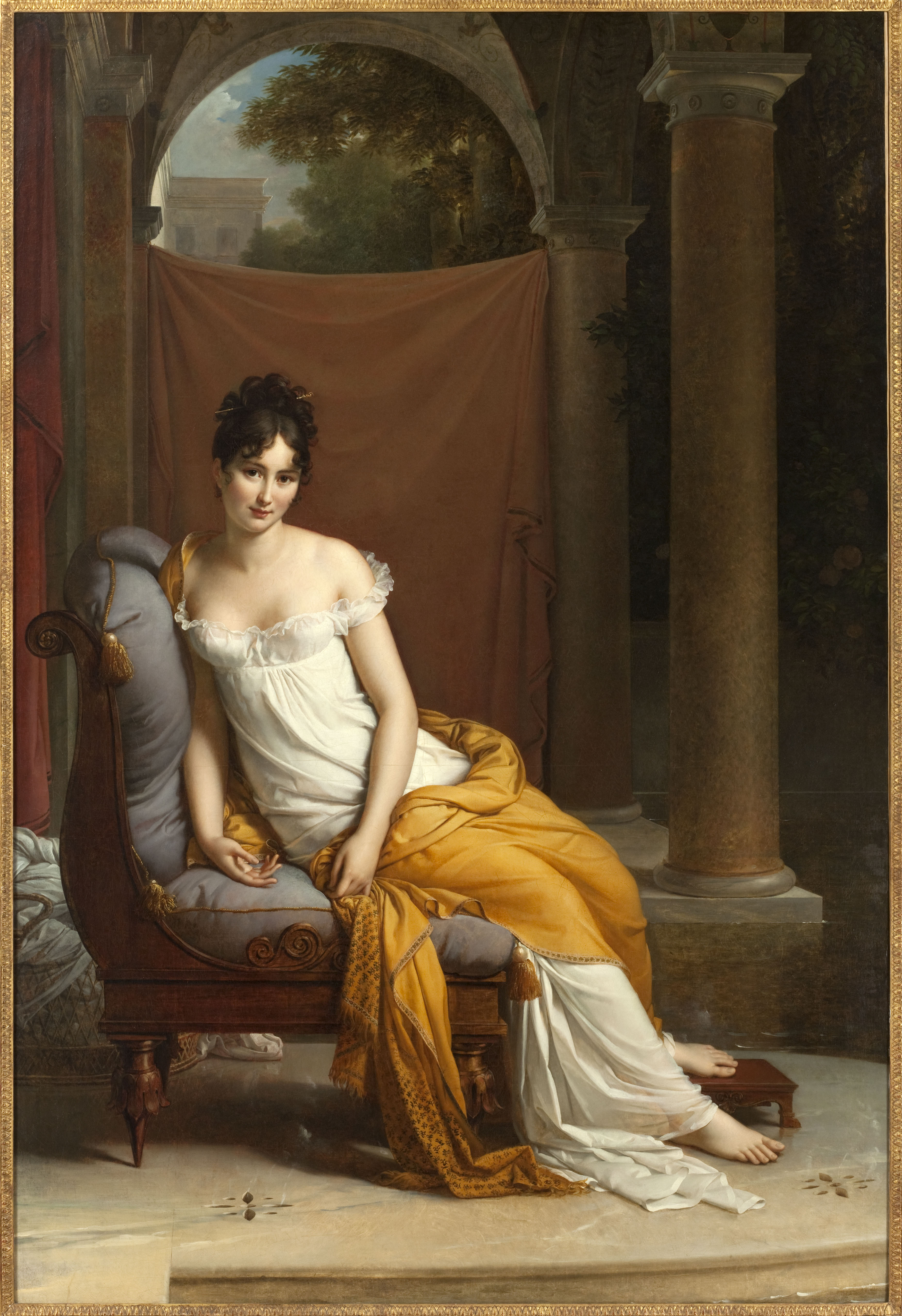
Juliette Récamier ülőportréja, báró François Gérard (1802)

Julie vagy Juliette Récamier (eredeti nevén Jeanne-Françoise Julie Adélaïde Bernard), (Lyon, 1777. december 4. – Párizs, 1849. május 11.) a korai 19. századi irodalmi és politikai körök egyik vezető egyénisége, „a direktórium szellemének és csodájának asszonya”.

## Élete
Juliette családja Lyon tehetős rétegéhez tartozott. Apját, Jean Bernard királyi jegyzőt 1786-ban Párizsba helyezték. A konzulátus idején leváltották posztjáról, mert azzal gyanúsították, hogy a royalistákkal áll kapcsolatban. Felesége, értelmes és kacér asszony, szintén gazdag családból származott. 1793-ban, amikor a terror javában dúlt, Juliette-et férjhez adták a szülők egyik barátjukhoz, a gazdag párizsi bankárhoz. Gyöngéd, de plátói kapcsolatban élt a házaspár. Juliette valószínűleg Récamier házasságon kívül született lánya volt, de Juliette erről csak jóval később értesült.

### Irodalmi szalon és politika
Juliette szalont nyitott, amely egy kiválasztott társaság találkozóhelye lett. Hamarosan felkeltette a rendőrség gyanúját. A szép és kedves fiatalasszonyt számos rajongó vette körül. Szinte elsőként bútorozta be rezidenciáját etruszk stílusban. Antik görög ruhákat hordott a Direktórium idején, és ezzel jelentősen hozzájárult a császárság alatt uralkodó antik stílus népszerűsítéséhez.
Madame de Staël barátnője volt, s a császárság bukása után Chateaubriand-hoz fűzte barátság. A Napóleonnal szembeni ellenállás egyik központi alakja lett. Szalonja jelentős szerepet játszott korának politikai és intellektuális életében. A császári rendőrség végül Párizs elhagyására kényszerítette.

### A hanyatlás évei
1811 szeptembere és 1812 júniusa között Châlons-en-Champagne-ban és Lyonban élt, ahol barátságot kötött Camille Jordannal és Pierre-Simon Ballanche-sal. Azután Itáliában tartózkodott, ahonnan csak a császárság bukása után térhetett haza Franciaországba.
Nagy pénzügyi veszteségek érték, és 1840-ben kénytelen volt barátnőjéhez költözni Abbaye-aux-Bois-ba. Visszavonult a világtól, de a korszak valamennyi híressége rendszeresen látogatta. Chateaubriand haláláig hűséges barátja maradt.
1849-ben a kolerajárvány elérte Abbaye-t, Madame Récamier is annak áldozatává vált. Párizsban a Montmartre temetőjében nyugszik Pierre-Simon Ballanche mellett.
Megírta emlékiratait, de halálos ágyán úgy rendelkezett, hogy semmisítsék meg. Számos levelet hagyott hátra, melyeknek egy részét unokahúga, Madame Lenormant adott ki Souvenirs et Correspondance de Madame Récamier címmel.

### Érdekesség
Róla kapta nevét a rekamié nevű sezlon (hibás a 'rökamié' ejtés!).